# Ephraim Dowek
Ephraim Dowek (* 1930 in Kairo, Ägypten) ist ein israelischer Diplomat.
Dowek wurde in Ägypten geboren. 1949 emigrierte er nach Israel. Nachdem er in der Stadtverwaltung von Jerusalem tätig gewesen war, wechselte Dowek in den diplomatischen Dienst des Außenministeriums. Während seiner dortigen Karriere vertrat er unter anderem Israel in den 1980er Jahren bei den Vereinten Nationen in Genf und war von 1990 bis 1992 Botschafter in Ägypten. Im Jahr 1992 wurde er der erste israelische Botschafter in Indien.

## Veröffentlichungen
- Ephraim Dowek: Israeli-Egyptian Relations, 1980–2000. 2001